# Liquid Liquid
Liquid Liquid est un groupe de post-punk américain, originaire de New York. Il est en activité entre 1979 et 1985. L'un de leurs morceaux, Cavern, extrait de leur maxi Optimo, enregistré par Don Hunerberg, est utilisé comme sample dans White Lines (Don't Do It) de Grandmaster Flash et Melle Mel. 
Leurs trois premiers EP, ainsi que leurs concerts, sont réédités en 1997 par les labels Grand Royal (États-Unis) et Mo' Wax (Royaume-Uni). À la suite de la faillite de ces deux labels, Domino Records sort en 2008 une rétrospective, Slip In and Out of Phenomenon, contenant leurs trois EP, plus des titres inédits ainsi que des enregistrements de concerts.
Scott Hartley, Richard McGuire, Salvatore Principato et Dennis Young étaient les membres du groupe. Dennis Young possède encore une activité musicale en tant que producteur, et est remixé par Hot Chip et Tussle. Richard McGuire est un graphiste reconnu contribuant fréquemment au New Yorker et au New York Times Book Review. Salvatore Principato est impliqué dans divers projets autour des musiques électronique, et officie en tant que DJ à travers le monde.

## Biographie

### Liquid Idiot (1978–1979)
En 1978, Scott Hartley et Richard McGuire, ensemble à l'Université Rutgers (New Jersey), fondent un groupe nommé Liquid Idiot, avec Richard à l'orgue et Scott à la batterie, auxquels viennent s'ajouter Ken Man à la guitare et Bob Jenusitus au saxophone. Le groupe émerge de la scène no wave. Le nom du groupe provient de l'association de deux mots choisis au hasard, et mis à part Scott, les musiciens sont médiocres. 
Le groupe enregistre un unique 45 tours purement instrumental, comprenant une dizaine de morceaux, dans la chambre d'université de Richard sur un magnétophone à micro intégré. Pour leurs concerts, les membres de Liquid Idiot invitaient les spectateurs à apporter leurs propres instruments pour participer au spectacle. Ce concept leur permet de faire la connaissance de Dennis Young et de sa marimba, qui intègrera le groupe en 1980. 
En juillet 1979, Scott et Richard déménagent à New York, et constituent une nouvelle mouture de Liquid Idiot en y incluant un ami d'enfance de Richard, Salvatore Principato, qui prend la place de chanteur ainsi que Bill McGuire (frère de Richard). Le groupe joue pour la première fois au CBGB's en août de la même année, dans une version plus « punk-rock » qu'il ne l'était à l'origine.

### The Idiot Orchestra (1979)
Parallèlement à Liquid Idiot, McGuire forme The Idiot Orchestra, composé d'un total de treize membres, dont ceux de Liquid Idiot et Dennis Young. Le groupe enregistre un 45 tours d'une douzaine de morceaux avant de se dissoudre. C'est l'occasion pour Richard d'inviter Dennis dans Liquid Idiot (que Bill a quitté) et de changer l'orientation musicale du groupe pour quelque chose de plus « dansant ».

### Liquid Liquid (1979–1985)
La nouvelle version de Liquid Idiot prend le nom de Liquid Liquid, notamment parce que l'ancien nom comportait une connotation punk trop marquée, et rencontre en 1980, après une série de concerts dans les environs de New York, Ed Bahlman de 99 Records. Cette rencontre permet au groupe d'enregistrer trois 33 tours (en 1981, 1982 et 1983) de cinq morceaux chacun. Concernant leur signature avec 99 records, le groupe explique que « [99 Records] était pour nous le label qui avait les sons les plus intéressants à cette époque. »
Le morceau le plus célèbre de Liquid Liquid est probablement Cavern (paru sur Optimo en 1983). Ce morceau ne connut pas de réel succès au moment de sa sortie mais l'instrumental est réutilisé quelques mois plus tard par Sugar Hill Records, Grandmaster Flash, et Melle Mel pour White Lines (Don't Do It). Sans vraiment sampler Cavern, Sugar Hill Records reprit le jeu de la section de rythme, et est attaqué en justice par 99 Records. Le procès se solda par la banqueroute des deux labels. À la suite du procès, en 1985, et du départ de McGuire, en 1984, le groupe se sépare.
Le groupe se réunit en 2008 et sort le vinyle promo Cavern / Optimo / Sank Into the Chair, ainsi qu'un nouvel album, intitulé Slip In and Out of Phenomenon au label Domino Records.

## Style musical
Le style musical de Liquid Liquid est essentiellement basé sur une musique dansante et reprend divers éléments issus de genres tels que le funk, le dub reggae, l'afrobeat, et le punk dans son approche garage do it yourself

## Discographie
- 1981 : Liquid Liquid (12" EP)
- 1981 : Successive Reflexes (12" EP)
- 1981 : Bellhead/Push (7" single)
- 1983 : Optimo (12" EP)
- 1984 : Dig We Must (12")
- 1997 : Liquid Liquid (2xLP/CD) (Mo Wax/Grand Royal)
- 2008 : Slip In and Out of Phenomenon (3xLP/CD) (Domino Records)